# Мимице
Мимице су насељено место у саставу града Омиша, Сплитско-далматинска жупанија, Република Хрватска.

## Историја
До територијалне реорганизације у Хрватској налазиле су се у саставу старе општине Омиш.

## Становништво
На попису становништва 2011. године, Мимице су имале 216 становника.
| Број становника по пописима | Број становника по пописима | Број становника по пописима | Број становника по пописима | Број становника по пописима | Број становника по пописима | Број становника по пописима | Број становника по пописима | Број становника по пописима | Број становника по пописима | Број становника по пописима | Број становника по пописима | Број становника по пописима | Број становника по пописима | Број становника по пописима | Број становника по пописима |
| --------------------------- | --------------------------- | --------------------------- | --------------------------- | --------------------------- | --------------------------- | --------------------------- | --------------------------- | --------------------------- | --------------------------- | --------------------------- | --------------------------- | --------------------------- | --------------------------- | --------------------------- | --------------------------- |
| 1857                        | 1869                        | 1880                        | 1890                        | 1900                        | 1910                        | 1921                        | 1931                        | 1948                        | 1953                        | 1961                        | 1971                        | 1981                        | 1991                        | 2001                        | 2011                        |
| 0                           | 0                           | 0                           | 24                          | 39                          | 39                          | 0                           | 0                           | 319                         | 306                         | 267                         | 255                         | 198                         | 236                         | 250                         | 216                         |

Напомена: Исказује се као насеље од 1948. кад је издвојено из насеља Локва Рогозница. Подаци од 1890. до 1910. односе се на бивши део насеља.

### Попис1991.
На попису становништва 1991. године, насељено место Мимице је имало 236 становника, следећег националног састава:
| Попис 1991.‍  | Попис 1991.‍  | Попис 1991.‍ | Попис 1991.‍ | Попис 1991.‍ |
| ------------ | ------------ | ----------- | ----------- | ----------- |
|              |              |             |             |             |
| Хрвати       | Хрвати       |             | 218         | 92,37%      |
| Муслимани    | Муслимани    |             | 9           | 3,81%       |
| Срби         | Срби         |             | 3           | 1,27%       |
| Словенци     | Словенци     |             | 1           | 0,42%       |
| остали       | остали       |             | 1           | 0,42%       |
| неопредељени | неопредељени |             | 2           | 0,84%       |
| непознато    | непознато    |             | 2           | 0,84%       |
| укупно: 236  |              |             |             |             |